# Museu Egípcio de Bonn
O Museu Egípcio de Bonn (em alemão: Ägyptisches Museum Bonn) é um conhecido museu universitário localizado em Bonn, na Alemanha, que abriga artefatos do Egito Antigo.
O museu é parte da Universidade de Bonn, fundado em 2001, e promove eventos e programas de visitação. A coleção remonta ao século XIX: fazia parte, primeiramente, do Museu de Arte Acadêmica (Akademisches Kunstmuseum) de Bonn. Muito dos objetos da coleção foram destruídos durante a Segunda Guerra Mundial. Atualmente, conta com cerca de 3.000 objetos.